# Sonreb
Il metodo SONREB (unione delle parole SONic REBound) è un metodo di indagine non distruttivo (PND) sul calcestruzzo indurito.
Questo metodo consente di stimare la resistenza Rc di un calcestruzzo in opera correlandolo con la velocità ultrasonica V, ottenuta con prove ultrasoniche e con l'indice di rimbalzo S ottenuto con prove sclerometriche.
Le prove devono essere effettuate nelle stesse zone di indagine.
Tale metodo combinato consente di superare gli errori che si ottengono utilizzando separatamente il metodo sclerometrico, che è un metodo di indagine superficiale, e il metodo ultrasonico, che invece è un metodo di indagine volumetrico.
Infatti questi metodi sono influenzati da diversi fattori quali ad esempio:
- l'età del calcestruzzo e il suo contenuto di umidità: si é notato che il contenuto di umidità fa sottostimare l'indice sclerometrico e sovrastimare la velocità ultrasonica, inoltre all'aumentare dell'età del calcestruzzo l'indice sclerometrico aumenta mentre la velocità ultrasonica diminuisce;
- la composizione del calcestruzzo che influenza il metodo ultrasonico;
- la carbonatazione del calcestruzzo che influenza il metodo sclerometrico;
- la diversa consistenza tra calcestruzzo corticale e quello interno che invece influenza il metodo sclerometrico.

## Procedura
Mediante formule matematiche sperimentali è possibile mettere in correlazione la resistenza del materiale con l'indice di rimbalzo S ottenuto dalla prova sclerometrica e la velocità di propagazione V delle onde ultrasoniche.
In letteratura esistono diverse formule sperimentali per l'applicazione del metodo SONREB quali:
{\displaystyle R_{c}=7,695.10^{-11}S^{1,4}V^{2,6}} -  Giacchetti - Lacquaniti (1980)
{\displaystyle R_{c}=2,756.10^{-10}S^{1,311}V^{2,487}} -  Bocca - Cianfrone (1983)
{\displaystyle R_{c}=8,06.10^{-8}S^{1,246}V^{1,85}} -  Gasparik (1992)
{\displaystyle R_{c}=1,20.10^{-9}S^{1,058}V^{2,446}} -  De Leo - Pascale (1994)
{\displaystyle R_{c}=0,00004\times S^{1,881}\times V^{0,808}} -  G.Menditto - S.Bufarini - V.D'Aria (2005)
dove la velocità V è espressa in m/s ed Rc è la resistenza cubica del calcestruzzo.
Tali formule però non hanno validità generale poiché dipendono fortemente dalle caratteristiche, principalmente di composizione, dei calcestruzzi indagati nel corso delle singole ricerche, infatti tali formule differiscono anche sensibilmente fra loro.
Le formule sperimentali comunque si rifanno tutte alla seguente espressione generale:
{\displaystyle R_{c}=aS^{b}V^{c}}
dove:
a, b, c sono i coefficienti che consentono di correlare al meglio i dati sperimentali diretti.
Tarando il metodo SONREB mediante lo schiacciamento di alcune carote di calcestruzzo prelevate in aree sottoposte a indagine, si può calibrare la formula con riferimento ad uno specifico calcestruzzo.
Note diverse terne di valori sperimentali (Rci, Vi, Si) si possono determinare i coefficienti a, b, c per la calibrazione ai minimi quadrati.
I valori di Rci per la calibrazione della formula si ottengono da prove distruttive (PD) mediante prove di schiacciamento di campioni cilindrici estratte dal calcestruzzo indurito mediante carotaggio,.
I valori di Vi e Si da rapportare a Rci si devono ottenere da misurazioni effettuate sugli stessi elementi strutturali da cui si sono prelevate le carote.
Calibrata la formula è possibile ottenere il valore di Rc in ogni punto del calcestruzzo, senza effettuare ulteriori prove distruttive, noti solamente i relativi valori di S e V.
Pertanto ottenuta la formula di riferimento si individua l'area di prova e su questa viene ricavata la velocità V di propagazione degli impulsi ultrasonici (come valore medio di 3 misure) e l'indice di rimbalzo S, (come valore medio di 10 misure); dai due valori sostituiti nella formula opportunamente calibrata si ottiene Rc cercato.

## Normativa
- UNI EN 12504-2:2012: Prove sul calcestruzzo nelle strutture - Parte 2: Prove non distruttive - Determinazione dell'indice sclerometrico.
- UNI EN 12504-4:2005: Prove sul calcestruzzo nelle strutture - Parte 4: Determinazione della velocità di propagazione degli impulsi ultrasonici